# 張発奎
張 発奎（ちょう はつけい）は中華民国の軍人。陸軍二級上将。国民政府（国民革命軍）所属。粤軍（広東軍）の指揮官。日中戦争でも、中国軍の指揮官として各地を転戦した。字は向華。

## 事跡

### 粤軍での台頭
農民の家庭に生まれる。初めは学問を志したが、途中で断念し、染織技術を学んだ。しかし、辛亥革命勃発と共に、張発奎は広東の新軍に加入している。以後、順調に昇進し、1923年（民国12年）1月、李済深率いる粤軍第1師の独立団団長に就任した。東征（陳炯明討伐）などを経て、1925年（民国14年）8月、国民革命軍第4軍独立旅旅長に、冬には第12師師長に昇進した。
1926年（民国15年）からの中国国民党の北伐にも参戦する。湖北省で呉佩孚率いる直隷派の軍を撃破する上で、張発奎も勇戦により貢献した。この時の国民革命軍第4軍は、「鉄軍」と呼ばれる栄誉を受けている。さらに江西省での掃討に従事した後、第12師は第4軍に拡充され、張発奎は軍長に昇進した。
1927年（民国16年）、蔣介石の上海クーデターにより、上海と武漢で国民政府が分裂した。しかし張発奎率いる第4軍は、唐生智率いる第4集団軍に属し、第1縦隊となってさらに北伐を継続し、河南省に入る。同じく閿郷（現霊宝市）から入省した馮玉祥率いる第2集団軍と協力して上蔡県で于珍率いる安国軍第10軍を撃破、その後北東に向かい沙河の天然の要害に阻まれた西華県逍遥鎮を陥落させるなど快進撃を続け、6月2日に開封を占領。6月10日に行われた鄭州会議の結果、河南省は馮玉祥の管轄となり、張発奎は武漢に凱旋した。

### 反蔣活動

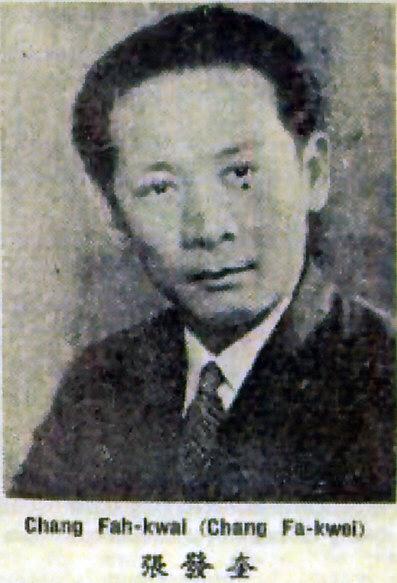
張発奎別影（Who's Who in China 5th ed.,1936）

武漢に帰還後、張発奎は15日に第2方面軍総指揮（3個軍統括）に任命された。そして、武漢の汪兆銘（汪精衛）を支持して、上海の蔣介石を討伐すべく、7月に出撃した。しかし7月15日には、汪が中国共産党との決別を会議で決定し（分共会議）、張もこれに同調した。ところが、8月1日に南昌に差し掛かったところで、軍内の共産党員が蜂起し、張の軍から離脱した（南昌起義）。
張発奎はその後、残軍を率いて広東へ戻り、李済深と合流した。ところが張は、李から広東の統治権を奪おうと図る。同年11月、李が上海へ向かった隙に、張は挙兵して一時広東を手中に収める。しかし、李は蔣介石の支援を受けて反撃に転じ、結局、張の方が下野に追い込まれてしまった。
その後、1929年（民国18年）3月に、蔣桂戦争が勃発すると、蔣介石から張発奎は再任用され、第1路追撃軍司令官兼第4師師長に任命された。しかし同年9月、汪兆銘らが上海で反蔣を唱えると、張もこれを支持し、再び蔣に反旗を翻した。1930年（民国19年）の中原大戦でも反蔣軍の一員として戦った。しかし最終的に敗北し、張は失脚してしまう。この後、しばらく外国視察に赴き、1935年（民国24年）に、再び蔣の配下として加わった。

### 日中戦争・国共内戦
1937年（民国26年）8月13日、上海の防衛線で右翼軍総司令兼第18集団軍総司令をつとめていた張発奎は、日本軍との交戦を開始した（第二次上海事変）。張発奎は、左翼軍総司令をつとめていた張治中とともに激しく抗戦している。しかし11月9日、ついに日本軍に防衛線を破られ、敗退した。
1938年（民国27年）夏、張発奎は、第9戦区第2兵団総司令兼第8集団軍総司令に任命され、武漢会戦に参加した。その後も、広東、広西方面の各地で転戦している。1945年（民国34年）3月には、第2方面軍司令官に昇進した。日中戦争最終盤には、広西の奪回に努め、戦争終結後、広州で日本軍の降伏受諾を担当した。
国共内戦時期において張発奎は、余漢謀、薛岳らとともに広東派と呼ばれる集団を形成した。これにより、広東を反共・反蔣介石の根拠地にしようと画策している。1949年（民国38年）1月に蔣が下野し、副総統の李宗仁が代理総統となると、張は陸軍総司令に任命された。そして、李と手を結んで蔣を拘禁しようと謀ったが、失敗に終わる。7月、蔣介石の復権に伴い、張は下野し、香港へ逃亡した。
1980年3月10日、香港で病没。享年85（満83歳）。